# Вильяшево (Тверская область)
Вильяшево — деревня в Рамешковском районе Тверской области. Относится к сельскому поселению Заклинье.

## География
Расположена в 3 км от Заклинья, 20 км от Рамешек и 82 км от Твери, слева от дороги Тверь — Бежецк.

## История
В энциклопедии «Тверская деревня. Рамешковский район. Населенные пункты» 2001 г., на стр. 228 говорится, что помещик Вельяшев выиграл первопоселенцев деревни в карты и переселил их из-под Старицы на пустующие земли. Но в ревизских сказках, исповедных и метрических книгах Вельяшевы владельцами деревни не значатся.
Первое упоминание деревни появляется в исповедных росписях в 1758 году: в деревне 7 семей, а в них 14 мужчин и 13 женщин. В семьях практически нет малолетних детей.
К 1776 году в Вельяшево построена часовня и деревня становится сельцом. Вельяшево входило в приход церкви Казанской Божией Матери села Заклинье. В церковных книгах деревня также именовалась как Ильяшево и Вильяшево.
Помещиками в разные года были:
−1758-1783 год — Александр Васильевич Самсонов,
−1785-1806 год — Василий Александрович Самсонов, подпоручик, позже полковник лейб-гвардии Измайловского полка.
−1807 — 1847 год — Савва Иванович Ивин (1773 г.р — 1835 г.), майор. Он женился в 1808 году и первый стал постоянно жить в Вельяшево. В документах появилась дворовые люди, привезенные из другой деревни. В Вельяшево 16.09.1815 родилась его дочь Маргарита.
−1848 год и далее деревней владеет Маргарита Саввична Обольяниновна (Ивина). 18.08.1847 она вышла замуж за Петра Николаевича Обольянинова (1819 г.р.), штабс-капитан артиллерии, с 1848 г. в отставке, бежецкий помещик.
В 1859 году Вельяшево — сельцо владельческое, 17 дворов, душ 87 мужского пола, 83 женского.
Вельяшевы получили широкую известность благодаря знакомству с А. С. Пушкиным. На балу в городе Старицы Тверской губернии в 1829 году он был очарован дочерью старицкого исправника В. И. Вельяшева, обаятельной 16-летней Катенькой Вельяшевой (1813—1865), и посвятил ей стих. Прадед Екатерины Васильевны Василий Максимович Вельяшев имел в Старицах двухэтажный дом с хозяйственными постройками и садом. Он и мог заселить деревню. Пока деревня развивалась, её могли не регистрировать, а Вельяшевы, оставив деревне свое имя, не были отмечены как её собственники.
В 1887 году бывших помещичьих крестьян в Вельяшево 202 человека в 39 дворах, почтовая связь осуществлялась через Киверичи.
В деревне было 74 душевых надела земли со средней площадью 3,1 дес. Переделов земли было 2, последний по жребию в 1875 году. Дополнительный доход крестьянам давали местные промыслы: изготовление дровен, бочек, корыт, мерной посуды. На отхожих промыслах в Твери, Москве, Петербурге шили одежду, работали прислугой, полотерами. В деревне работала ветряная мельница и кузня.
В 1914—1917 годах 11 жителей деревни воевали на фронте во время первой мировой войны.
В революции 1917 года жители активного участия не принимали, но преобразования поддержали.
В 1931 году в ходе коллективизации создан колхоз «Дружный труд».
В 1941—1945 годах на войне погибло 18 жителей деревни.

## Население
| 1859 | 1989 | 2002 | 2008 | 2010 |
| ---- | ---- | ---- | ---- | ---- |
| 156  | ↘17  | ↘4   | ↘0   | →0   |